# Manato Shinada
Manato Shinada (品田 愛斗 Shinada Manato?), född 19 september 1999 i Saitama prefektur, är en japansk fotbollsspelare.
Shinada började sin karriär 2016 i FC Tokyo.